# Ahmed Kadhi
Ahmed Kadhi, né le 19 avril 1989 à Tunis, est un joueur tunisien de volley-ball. Il mesure 1,99 m et joue au poste de central.

## Carrière
Il a pris part aux Jeux olympiques d'été de 2012 avec l'équipe de Tunisie.
Il dispute le tournoi masculin de volley-ball aux Jeux olympiques d'été de 2020 à Tokyo.

## Clubs
- 1999-2006 : Zitouna sportive d'Azmour (Tunisie)
- 2010-2013 : Club olympique de Kélibia (Tunisie)
  - 2013 : NR Bordj-Bou-Arreridj (Algérie)
- 2013-2020 : Étoile du Sahel (Tunisie)
  - 2014 : Espérance sportive de Tunis (Tunisie)
- depuis 2020 : Espérance sportive de Tunis (Tunisie)

## Palmarès

### Équipe nationale
- Jeux olympiques
  - 11e aux Jeux olympiques de 2012 ( Royaume-Uni)
- Championnat du monde
  - 19e en 2010 ( Italie)
- Championnat d'Afrique
  -  Vainqueur en 2017 ( Égypte)
  -  Finaliste en 2013 ( Tunisie)
  -  Troisième en 2011 ( Maroc)
- Jeux méditerranéens
  -  Médaille d'argent aux Jeux méditerranéens de 2013 ( Turquie)
- Championnat arabe
  -  Vainqueur en 2012 ( Bahreïn)
- Championnat d'Afrique des moins de 21 ans
  -  Vainqueur en 2008 ( Tunisie)

### Autres
- Vainqueur du Tournoi international de Rashed en 2012[2] ( Émirats arabes unis)
- Vainqueur de la coupe du président Noursoultan Nazarbaïev en 2012 ( Kazakhstan)
- 4e aux Jeux méditerranéens de 2009 ( Italie)

### Clubs
- Championnat de Tunisie
  -  Vainqueur en 2014
- Coupe de Tunisie
  -  Vainqueur en 2011 et 2015
- Championnat arabe des clubs champions
  -  Vainqueur en 2014 ( Tunisie)
- Coupe d'Algérie
  -  Finaliste en 2013

## Récompenses et distinctions
- Meilleur bloqueur dans la coupe du président Noursoultan Nazarbaïev 2012[3] (tournoi amical au Kazakhstan)
- Meilleur bloqueur du championnat d'Afrique des clubs champions 2014